# Трећа личка пролетерска ударна бригада
Трећа личка пролетерска народно-ослободилачка бригада формирана је средином септембра 1942. године у Могорићу, као Девета бригада Хрватске, од батаљона „Велебит”, „Бићо Кесић”, „Мирко Штулић” и „Крбава”, са око 900 бораца.
Од форирања Шесте личке дивизије па до краја рата Трећа личка бригада борила се у саставу ове прослављене формације.
Трећа личка бригада нарочито се прославила за време Десанта на Дрвар, када је 25. маја 1944. из Трубара интервенисала у нападнутом Дрвару и омогућила Врховном штабу НОВЈ, страним војним мисијама и осталим институцијама да се безбедно извуку из Дрвара. Том приликом бригада је у петнаесточасовној борби готово уништила немачки елитни 500 СС ловачки падобрански батаљон.
Поводом тридесетогодишњице, десанта на Дрвар, 30. маја 1974. године, одликована је Орденом народног хероја.

## Борбени пут Треће личке бригаде
У борбама 26. и 27. септембра 1942. бригада је разбила четнике у селу Радућу; 27. септембра порушила је пругу Медак— Ловинац. Трећег октобра уништила је усташко упориште у Рибнику. За овај успех похваљена је од Главног штаба Хрватске. Од тада до уласка у састав 6. пролетерске дивизије 22. новембра 1942, учествовала је у заузимању усташких упоришта у Брушанима и Личком Новом 6. октобра, разбијању четничког пука код Грачаца, у нападу на Велику Попину и у борбама на сектору Босанског Грахова.
До средине јануара 1943. године водила је борбе на подручју Грачаца. У првој фази Четврте непријатељске офанзиве водила је борбе на правцу Ловинац—Удбина—Доњи Лапац. С 1. личком и главнином 8. дивизије у борби на Зулешевици и у Горњем Лапцу, 18—21. јануара, нанела је осетне губитке јаким снагама дивизије „Сасари” и пуку дивизије „Ре”. За овај успех добила је назив ударна. Од тада до почетка априла водила је више борби у Лици. Заједно са 6. приморско-горанском бригадом, априла 1943, образовала је оперативну групу „Гацка” за операцију у Гацкој долини. Заузела је Рамљане, Лешће и Јањчу, заробила 436 домобрана и запленила већу количину ратног материјала. Ослободила је Човиће и Прозор и садејствовала 8. дивизији у ослобођењу Оточца. После ослобођења Гацке долине, вратила се у састав дивизије и учествовала у борбама на сектору Госпића и у нападу на овај град, 2/3. маја, имала велике губитке. У лето 1943. водила је борбе око Госпића и Кулен-Вакуфа и забележила више успеха.
После капитулације Италије, пребачена је на сектор Госпића. Почетком октобра ослободила је Перушић, Лички Осик, Кланац и Смиљане и учествовала у блокади Госпића. У новембру 1943. пребачена је у Босну, до краја године водила је борбе на сектору Травника и Зенице. Учествовала је у првој бањалучкој операцији и заузела Ивањску и нападала аеродром у Залужанима. Након пребачаја у рејон Медна, Подрашница, у жестоким борбама у јануару затворила је правац Мркоњић—Млиниште. У фебруару и марту затворила је правац Ливно—Гламоч—Дрвар.
Посебно се истакла у Дрварској операцији 25. маја до 19. јуна 1944. године. Ујутру 25. маја са подручја Трубара усиљеним маршом пребачена је у Дрвар. Снажним нападом одбацила је Немце од пећине у којој се налазио Врховни командант НОВ и ПОЈ Јосип Броз Тито са неколико најближих сарадника. У јуну и до 20. јула учествује у подухватима на подручју Гламоча, Ливна, Шујица и води свакодневне борбе. Дана 20. јула почео је продор 6. дивизије преко средње и источне Босне ка Србији. Форсирала је 28/29. јула реку Босну између Бегова Хана и Немиле и водила борбе против 7. СС дивизије „Принц Еуген”.
У августу је учествовала у Дурмиторској операцији — водила је жестоке борбе на Пивској планини, па учествовала у заштити евакуације више од 1.000 рањеника с аеродрома у Брезнима (Пива). Почетком септембра, продрла је преко Санџака у Србију и водила борбе код Пожеге, на Јеловој Гори и Маљену. У септембру ослободила је Мионицу, и запленила архиву Врховне команде ЈВуО. Сутрадан је одбила напад Немаца од Диваца према Мионици; 14—18. септембра обезбеђивала је, с правца Уба, напад 1. и 6. дивизије на Ваљево.
Учествовала је у Београдској операцији и водила више жестоких борби за ослобођење главног града. Учествовала је, 27. октобра, у Београду на смотри пред Врховним командантом НОВЈ. До 30. новембра дејствује у Срему (Сремска Митровица, Манђелос, Чалма,Бингуле, Ердевик и Илок). Од тада до 4. јануара 1945. у Београду је на попуни и одмору. После повратка на Сремски фронт, водила је одбрамбене борбе у рејону Шида, Товарника и Илинаца. Код Сиљана и Врбање водила је шестодневне борбе (6—12. априла). Учествовала је у пробоју Сремског фронта, потом у операцијама у Славонији (Ђаково, Славонски Брод, на реци Илови, Чазми и у ослобођењу Загреба). После ослобођења главног града Хрватске, водила је борбе с остацима немачко-усташких снага у Дубрави и код Ремета на Медведници.
Дана 19. марта 1944. године проглашена је за 3. личку пролетерску бригаду, а после рата преименована је у 10. пролетерску бригаду ЈНА.

## Народни хероји Треће личке бригаде
- Милан Купрешанин, први командант бригаде
- Никола Совиљ Нина, заменик команданта батаљона